# Pangya
PangYa ist ein am 11. November 2004 erschienenes MMO-Golfspiel des koreanischen Entwicklers nTreev. Das Spiel setzt auf Vielfalt in den Bereichen Optik und Funktionen mit einer grafischen Präsentation im Anime-Stil. Auf Realitätsnähe wird, im Gegensatz zu anderen Golfspielen, kein Wert gelegt. Es erschienen außerdem Ableger für PlayStation Portable (Pangya: Fantasy Golf) und Wii (Pangya! Golf with Style).
Im Dezember 2012 war Pangya in den USA, Korea, Japan, Thailand spielbar, wobei man sich als Europäer bei Pangya-USA anmelden und spielen konnte. Die US-Spielserver wurden zum 12. Dezember 2016 abgeschaltet.

## Spielprinzip
Punktesystem und Spiel-Jargon sind großteils vom realen Golfsport inspiriert:
| Loch-Resultat | Bedeutung |
| ------------- | --- |
| Hole-in-one   | Ball wird mit einem Schlag ins Loch befördert, wird in der Regel mit −2 Punkten bewertet, in Ausnahmefällen −3 oder auch −4 |
| Albatross     | drei Schläge unter Par (−3)                                                                                                 |
| Eagle         | zwei Schläge unter Par (−2)                                                                                                 |
| Birdie        | ein Schlag unter Par (−1)                                                                                                   |
| Par           | Erwartungshorizont eines Lochs genau eingehalten (+0)                                                                       |
| Bogey         | eins über Par (+1) |
| Double Bogey  | zwei über Par (+2) |
| Triple Bogey  | drei über Par (+3) |
| +4            | vier über Par (+4) |
| Gib auf       | Fünf über Par (+5) |

Abgeschlagen wird mithilfe eines im linken unteren Bereich platzierten Balken, welcher Schlagkraft indiziert. Es gilt, mithilfe der Maus oder der Tastatur die gewünschte Schlagkraft zu kalibrieren, und beim Zurücklaufen der Leiste die weiße PangYa-Impactzone (dt. „Einschlagzone“) zu treffen, um die geplante Flugbahn beizubehalten. Ein Verfehlen dieser Zone resultiert in Abweichungen des geplanten Schlags, somit ist das „Pangya Treffen“ im Spiel essenziell. Es gibt 15 Golfkurse von unterschiedlichem Schwierigkeitsgrad. Zu Beginn gab es 12 Golfkurse; in Season 3 wurden zwei und in Season 4 einer hinzugefügt. Ein weiterer Golfkurs ist zurzeit nur in Japan, Thailand und Korea spielbar.
Die persönlichen Rekorde sämtlicher Kurse addieren sich zum Gesamt-Kursrekord zusammen, der in der Regel in einer Art Rangliste einsehbar ist.

## Spielmodi
Es gibt unterschiedliche Spielmodi, die sich vor allem unterscheiden in der gegeneinander antretenden Spieleranzahl. So können einzelne gegen bis zu vier weitere einzelne spielen, oder Gruppen gegen andere Gruppen. Zu den jeweiligen Varianten gibt es auch den Turnier-Modus, wo bis zu 30 einzelne beziehungsweise zwei Gruppen von bis zu 15 Spielern gegeneinander kämpfen. Im Annäherungsmodus spielen 4–30 Spieler gegeneinander, in dem sie versuchen den Ball möglichst nahe an das Loch zu bringen. Der Gewinner wird mit Pang (der Spielwährung) belohnt. Im Pang-Modus spielt man gegeneinander um die Pang, indem man vor dem Kampf einen Betrag einsetzt, den man je nach Endergebnis entweder verliert, oder den Einsatz des Kontrahenten gewinnt. Dieser Modus wird nur selten gespielt, da zumeist bloß kleine Beträge eingesetzt werden und man in diesem Modus keine Erfahrungspunkte bekommt.

## Charaktere & Items
Neben den Spielmodi und den Kursen gibt es auch eine Reihe an Charakteren und Caddies, die jeweils verschiedene Eigenschaften besitzen.
Charaktere kann man im späteren Verlauf des Spiels durch bessere Klamotten und Schlägersets verbessern und mit dem Karten-System noch gewisse Extras hinzufügen. Caddies müssen (mit Ausnahme von Event-Caddies) im spielinternen Shop erworben werden. Sie begleiten beim Spielen stets den Charakter und unterstützen diesen mit diversen Status-Boosts. In der neuen Season 5 lassen sich Caddie Stats variieren, sodass jeder Caddie gleichberechtigt ist. Momentan sind die 2 meistgenutzten Caddies Brie und Titan, aus dem einfachen Grund, dass sie die Einzigen sind, die den Kontrolle Stat um +2 erhöhen, ein nahezu unverzichtbares Upgrade. Das „Caddy-Upgrade“ System soll genau dieser Tatsache vorbeugen.
Der Spieler hat die Möglichkeit seine Figur mit besonderen Charakterstärken wie zum Beispiel Magie.
Die Spielfigur hat die Möglichkeit mit gewissen Items Punkte zu sammeln, und ihre Kampfstärke zu steigern.

## Spielwährungen
In Pangya unterscheidet man zwischen 2 Spielwährungen: Pang und Cookies (in Pangya USA Points). Pangs kann man im Spiel erwirtschaften, während Cookies eine Echtgeldwährung ist. Durch verschiedene Bezahlmöglichkeiten kann der Spieler sein Geld in Cookies umwandeln.
Pangs können im Shop für Charaktere, Items, Kleider, Caddies, Schlägersets und Dekoration sowie in 'Taschis Shop', einer Lotterie für Spielgegenstände verbraucht werden. Mit Cookies können ebenfalls Schlägersets, Caddies, Charaktere, Spezialitems, aber Maskottchen erworben werden. Außerdem kann man eine Tickernachricht an alle anderen Spieler senden.
Pro 15 ausgegebene Cookies erhält man ein Rubbellos, mit dem man an 'Mr. e-Card', einer Lotterie für Cookie-Items teilnehmen kann. Diese Methode ist äußerst umstritten, da sie das Lotteriegesetz aushebelt und viele Spieler einen übermäßigen Konsum ausüben.

## Seasons
Pangyas Weiterentwicklung kann grundlegend in 5 Seasons unterteilt werden. Das anfängliche Spiel, das unter dem Namen Pangya veröffentlicht wurde, bot grundlegende Funktionen, aber noch nicht die Zusatzfeatures.
Mit 'Pangya: Season 2' erweiterte man das Spiel mit 'Taschis Lotterie' und einem neuen Kurs. Außerdem wurde die Bedienungsoberfläche überarbeitet.
Darauf folgte 'Pangya Season 3: Revolution'. Zwei neue Kurse wurden hinzugefügt, Server vereint und die Rubbellose eingeführt. Auch das Gildensystem startete, jedoch nicht in Europa. Weitere Neuerungen waren die Möglichkeit, Items zu handeln sowie die Spielmodi Approach und Pang-Kampf. Außerdem wurde ein neuer Spezialschlag ins Leben gerufen.
'Pangya Season 4: Delight' wurde am 18. November 2012 in Europa veröffentlicht und brachte weitere Neuerungen mit sich: Ein neuer Kurs, Schatztruhen, ein überarbeiteter Approachmodus, neue Items, Karten und ein Mail-System, das den Versand von Spielitems ermöglicht. Im Verlauf von Season 4 wurde ein weiterer Kurs eingefügt.
Season 5, offiziell 'Pangya Open Tournament' ist im Moment nur in Korea verfügbar. Neben vielen kleinen Verbesserungen ist der Super Chaos Modus, ein Turnier mit einer Mischung aus verschiedenen Kursen die größte Neuerung.

## Rechnen
Obwohl die europäischen Spielregeln jede Art von Kalkulation untersagen, wird von einem Großteil der Community Rechnen angewendet. Dadurch kann man sich je nach Genauigkeit der Formel einen entscheidenden Vorteil verschaffen. Die Herausgeber unternehmen meistens erst dann etwas dagegen, wenn das Rechnen ins Hacken überläuft (automatisierte/programmierte Excel-Rechner, Winkelmesshilfen, Ausschalten eines Ballflugfaktors etc.)
Bis jetzt sind nur vereinzelte Formeln vorhanden, die ein wirklich präzises Schlagen ermöglichen. Diese werden jedoch nicht publiziert.

## Gilden
Eine interessante Funktion in Pangya ist das Erstellen von Gilden. Dabei wird vor dem Namen des Spielers ein 24 × 24 Pixel großes Logo der Gilde eingeblendet. Die Funktion ist an sich seit Season 2 existent, wurde aber in Europa noch nicht implementiert. Trotzdem sind schon einige deutsche Gilden gegründet worden.
Eine offizielle Einführung des spielinternen Gildensystems wird in Europa im Juni erwartet.

## Zugang
Es nicht mehr möglich sich auf einem EU-Server einzuloggen, da die Betreiber diese Seite geschlossen haben. Mitspielen bei Pangya war nur noch über N-Treev (Pangya-USA) möglich. Auch die US-Spielserver wurde zum 12. Dezember 2016 abgeschaltet.

## Nachfolger
Am 18. November 2014 kündigte NCSOFT (in Zusammenarbeit mit Ntreev Soft) PangYa Mobile für iOS und Android an. Der Entwicklungsfortschritt wurde mehrere Jahre lang nicht aktualisiert, aber am 5. Oktober 2017 lizenzierte NCSOFT PangYa Mobile an LINE, um die Spieldienste in Thailand, Taiwan und Indonesien zu starten. Thailand war das erste Land, in dem PangYa Mobile gestartet wurde, mit einer kurzen offenen Betaphase vor der breiten Veröffentlichung. Das Spiel ist in Thai, Koreanisch, Japanisch und Englisch verfügbar.
Am 30. Dezember 2019 wurde auf der offiziellen Facebook-Seite bekannt gegeben, dass PangYa Mobile am 7. Februar 2020 eingestellt wird. NCSOFT hat jedoch Pangya M, eine Neuentwicklung von PangYa Mobile, am 3. Juli 2020 angekündigt, welche im Jahr 2022 erscheinen soll. Geplant ist die Veröffentlichung als plattformübergreifendes Spiel zwischen der mobilen Version und der PC-Version auf der NCSoft Purple-Plattform.